# Münzprägung von Akragas

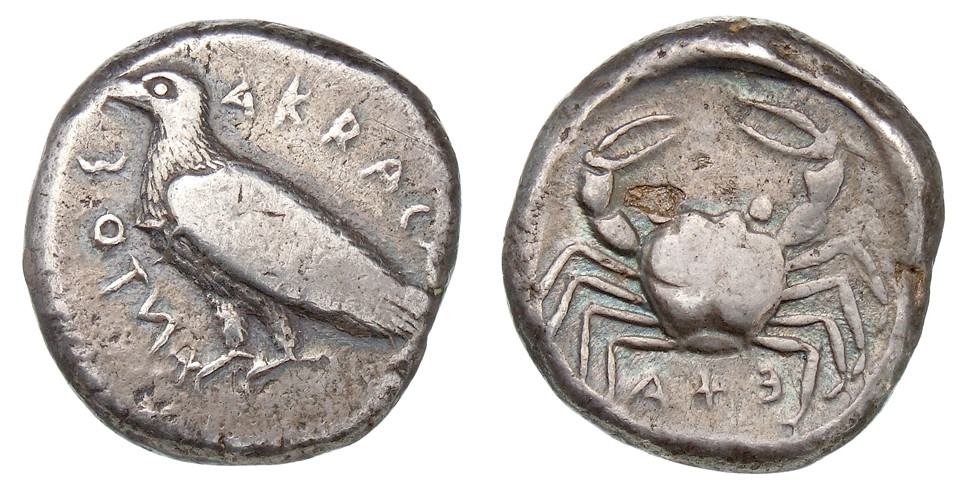
Didrachme, Akragas 510-483/482 v. Chr., Vorderseite: AKRACA-NTOΣ [NTOΣ retrograd]. Adler mit angelegten Flügeln nach l. Rückseite: EXΑ [retrograd]. Krabbe in Aufsicht, darunter die Aufschrift.

Die antike Münzprägung der griechischen Stadt Akragas auf Sizilien setzte ca. 525–510 v. Chr. ein und hielt bis zur Eroberung der Stadt durch Karthago im Jahr 406 v. Chr. an. Neben der Prägung silberner Didrachmen und Tetradrachmen galt Akragas als prominenter Herstellungsort von Bronzegeld im Sizilien des 5. Jahrhunderts v. Chr. Dabei galten ein Adler auf der Vorderseite (Avers) und eine Krabbe auf der Rückseite (Revers) der Münzen als Leitmotive für die Stadt, welche stellvertretend für die in der Stadt praktizierten Götterkulte standen.

## Geschichte der Münzprägung in Akragas
→ Hauptartikel: Archäologische Stätten von Agrigent
Der Beginn der Münzprägung in Akragas wird in der numismatischen Forschung zwischen den Jahren 520 und 510 v. Chr. beziehungsweise im Zeitraum von 525 bis 515 v. Chr. angesetzt. Ältere Forschungsmeinungen, die eine frühe Datierung vertraten und den Anfang der akragantinischen Prägeaktivität um 550 v. Chr. ansetzten, gelten mittlerweile als veraltet. Die Stadt Akragas selbst wurde um 580 v. Chr. gegründet und gilt als Kolonie von Siedlern aus dem etwa 100 Jahre älteren Gela sowie von der Insel Rhodos in der Ägäis. Nach der Einführung der Tyrannis durch Phalaris um 570 v. Chr. dauerte es noch etwa ein halbes Jahrhundert, bis die Polis mit der eigenen Münzprägung begann.
Nur knapp zehn Jahre nach dem bedeutenden Sieg von Theron, dem Tyrannen von Akragas, und seinem Verbündeten Gelon von Syrakus über Karthago in der Schlacht von Himera im Jahr 483/482 v. Chr. endete die Tyrannis in Akragas. Die Herrschaft über die Stadt ging zwar nach Therons Tod 472 v. Chr. an seinen Sohn Thrasydaios über, dieser starb allerdings bereits ein Jahr später. Die akragantinische Herrschaftsform ab dem Jahr 471 v. Chr. ist als 'Aristokratie' anzusprechen, die im Kontrast zur Tyrannis häufig fälschlicherweise als ‚Demokratie‘ bezeichnet wird.
In den folgenden Jahrzehnten nahm die Münzprägung der Polis an Fahrt auf. Zwar geriet Akragas mit den auf Sizilien heimischen Sikelern in Konflikt, zudem gerieten sie in Auseinandersetzung mit dem östlichen Nachbarn Syrakus. Doch brachte die Neutralität, welche die Stadt jedoch bei beiden Sizilienexpeditionen beibehielt, einen großen Anstieg an Reichtum im letzten Viertel des 5. Jahrhunderts v. Chr. Erst die Belagerung durch Karthago und die folgende Eroberung von Akragas 406 v. Chr. brachten diesem Wohlstand ein Ende. Die Stadt musste ihre Mauern schleifen, stellte ihre Münzprägung ein und sank in die Unbedeutsamkeit herab.
Die Numismatikerin Ulla Westermark teilte die Münzprägung von Akragas in drei Perioden und brachte diese mit dem damaligen Zeitgeschehen in Verbindung. So startete die Periode I, die früheste Phase der Münzprägung, um ca. 510 v. Chr. und endete um ca. 470 v. Chr. endete, also in etwa zeitgleich mit dem Fall der Tyrannis der Emmeniden. Die Periode II setzte um ca. 465/460 v. Chr. in der neuen ‚Demokratie‘ ein und stieg von der Didrachmen- auf eine Tetradrachmenprägung um. Nach ihrem Ende um ca. 445/440 v. Chr. folgte eine zwanzigjährige Prägeunterbrechung. Diese wurde womöglich durch die Konflikte mit Syrakus in der zweiten Hälfte des 5. Jahrhunderts verursacht. Die dritte und letzte Periode ab ca. 420 v. Chr. gilt als Höhepunkt der griechischen Münzprägung Siziliens und beeindruckt durch das herausragende handwerkliche Können der Stempelschneider. Ihr jähes Ende lässt sich durch die Eroberung der Stadt durch Karthago 406 v. Chr. erklären.

## Die Hauptmotive Adler und Krabbe

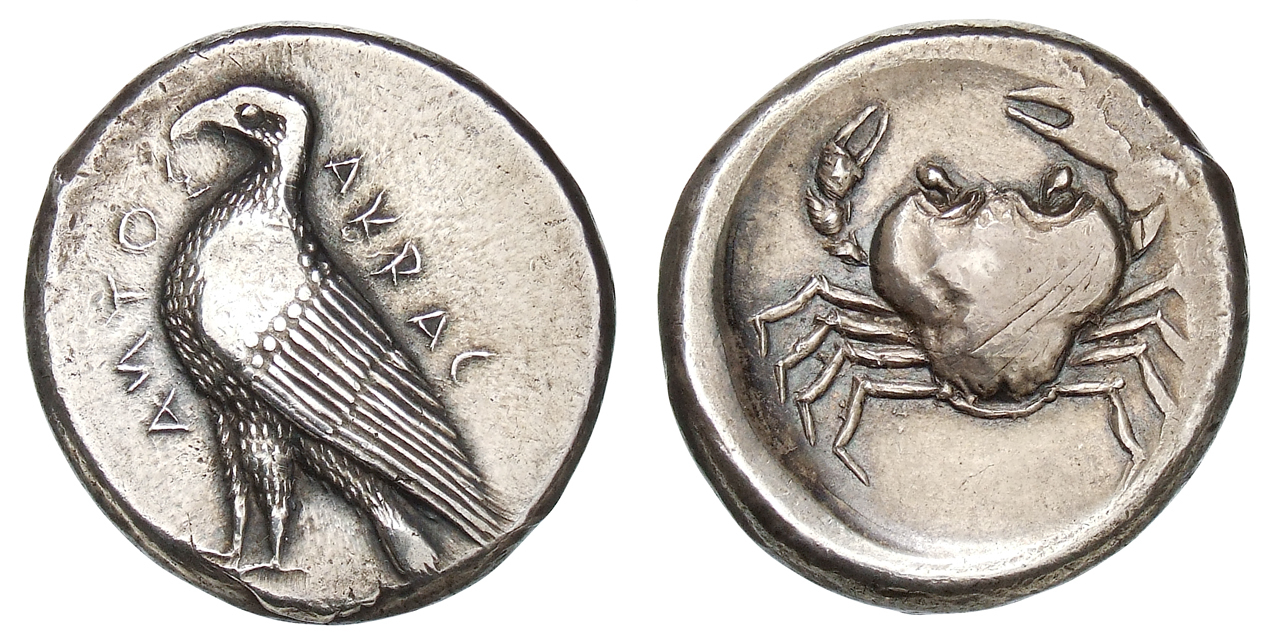
Tetradrachme, Akragas ca. 464–450 v. Chr., Vorderseite: AKRAC-ANTOΣ [ANTOΣ retrograd]. Adler mit angelegten Flügeln nach l., Der Adler und die Krabbe bleiben die beiden typischen Motive für Münzen aus Akragas.

### Adler
Auf den Münzen von Akragas erscheint fast immer ein Adler auf der Vorderseite (Avers) und eine Krabbe auf der Rückseite (Revers). Diese Kombination der Münzbilder wurde im Verlauf des 5. Jahrhunderts zwar durch einige Symbole ergänzt und in Details abgeändert, galt jedoch seit dem Beginn ihrer Münzprägung ca. 525–510 v. Chr. bis zu ihrer Einstellung um das Jahr 406 v. Chr. als kontinuierliches Erkennungszeichen der Polis. Im Gegensatz zur Münzprägung von Selinunt, welche zu Beginn mit einem vertieften Quadrat noch kein figürliches Bild auf den Rückseiten zeigte, startete Akragas unmittelbar mit dem Bild der Krabbe auf dem Revers. Dieses Vorgehen könnte von den korinthischen Geprägen übernommen worden sein, die auf Sizilien bereits weiträumig zirkulierten. Wissenschaftliche Analysen der sizilischen Hortfunde sowie akragantinische Überprägungen korinthischer Münzen belegen solch einen Einfluss, welcher von dem griechischen Festland ausging.
Die Forschungsfrage, um welche Adlerspezies es sich bei dem meist stehenden Adler mit angelegten Flügeln handelt, ist bis heute nicht geklärt. Zwar gilt die Interpretation als Seeadler (Haliaeetus albicilla) aufgrund der Größe seines Schnabels, seiner oben befiederten und unten kahlen Beine sowie seines Beuteschemas als wahrscheinlich. Immerhin war diese Spezies schon in der Antike für ihre große Gruppe an Beutetieren bekannt, die jeweils auf Land oder im Wasser lebten. Eine Auswahl dieser findet sich auch auf den späteren Münzen der Polis. Doch Darstellungen erbeuteter Schlangen sprechen hingegen für die Deutung als Schlangenadler (Circaetus gallicus). Die Zuteilung der Spezies anhand der dargestellten Merkmale auf den Münzen muss außerdem kritisch betrachtet werden, da künstlerische Freiheit und dekorative Entscheidungen hier Vorrang vor der korrekten anatomischen Darstellung besaßen, sodass deren strenge Auslegung der Merkmale zu Fehlinterpretationen führen kann.
Als gesichert gilt die Interpretation des Adlermotivs mit der Verehrung des Zeus, welche in Akragas durch eine Reihe von späteren Bauwerken und literarischen Überlieferungen belegt ist. Die spezifische Ausformung des Zeus-Kults ist zur Zeit der Münzprägung von Akragas, also im 5. Jahrhundert v. Chr., anhand der Adlerdarstellung nicht möglich. Die Verehrung des Zeus Atabyrion war schon auf Rhodos üblich und wurde möglicherweise mit den Siedlern nach Akragas gebracht, wo der Name Polieus als weiteres Epitheton für diesen verwendet wurde. Konkret lässt sich das Adlermotiv jedoch nur auf eine generelle Verehrung des Göttervaters zurückführen und keinen spezifischen Kult.

### Krabbe
Die Krabbe auf dem Revers der Münzen aus Akragas ist anhand der Darstellung selbst nur schwierig einer bestimmten Spezies zuzuschreiben. Die künstlerische Gestaltung und Stilisierung der Münzbilder besaßen offenbar deutlichen Vorzug vor einer wirklichkeitsgetreuen Darstellung, sodass keine greifbare Aussagen getroffen werden können. Diese wären für die Interpretation des Motivs allerdings von Bedeutung. Dabei steht die Frage, ob es sich um eine Süß- oder Salzwasserkrabbe handelt, im Zentrum. Ersteres würde für eine Verehrung der mit der Stadt namensgleichen Flussgottheit Akragas sprechen. Dies entsprach allerdings nicht der auf Sizilien sonst verbreiteten Darstellungsform von Flussgottheiten durch einen Bullen mit menschlichem Gesicht (sog. androkephaler Stier). Eine Erklärung für die abweichende akragantinische Motivwahl wäre, dass die Darstellung der Gottheit als Krabbe bereits üblich war, bevor sich der Stiertypus in der Region durchsetzen konnte. In diesem Fall hätte sich das ältere, lokale Motiv also gegenüber einem möglichen neuen durchgesetzt. Sollte es sich hingegen um eine Salzwasserkrabbe handeln, stände dies für die Verehrung einer Meeresgottheit, was durch die Küstenlage der Polis naheläge. Unüblich war dies nicht, so wurde Poseidon nur selten in menschlicher Form dargestellt.

## Vorderseitengestaltung
In der archaisch-griechischen Münzprägung dominierten drei Typen von Adlerdarstellungen: eine stehende oder fliegende Ganzkörperdarstellung oder der reine Adlerkopf. Der akragantinische Haupttypus ist die Darstellung eines stehenden Adlers mit eng angelegten Flügeln. Der Vogel erscheint dabei als wachsam und ist je nach Prägegruppe entweder nach links oder rechts gedreht, wobei auf den frühesten Münzen die Adler stets nach links blicken. Ähnlich wie die Blickrichtung ändert sich auch die Gestaltung des Greifvogels im Verlauf der Jahrzehnte, ohne dabei das Gesamtmotiv fundamental zu verändern. So wirkt der Körper gegen Ende der ersten Periode (ca. 470 v. Chr.) elegant und schlank. Details wie Proportionen der Körperteile variieren stetig, beispielsweise die Länge des Nackens oder die Gestaltung der Flügel.

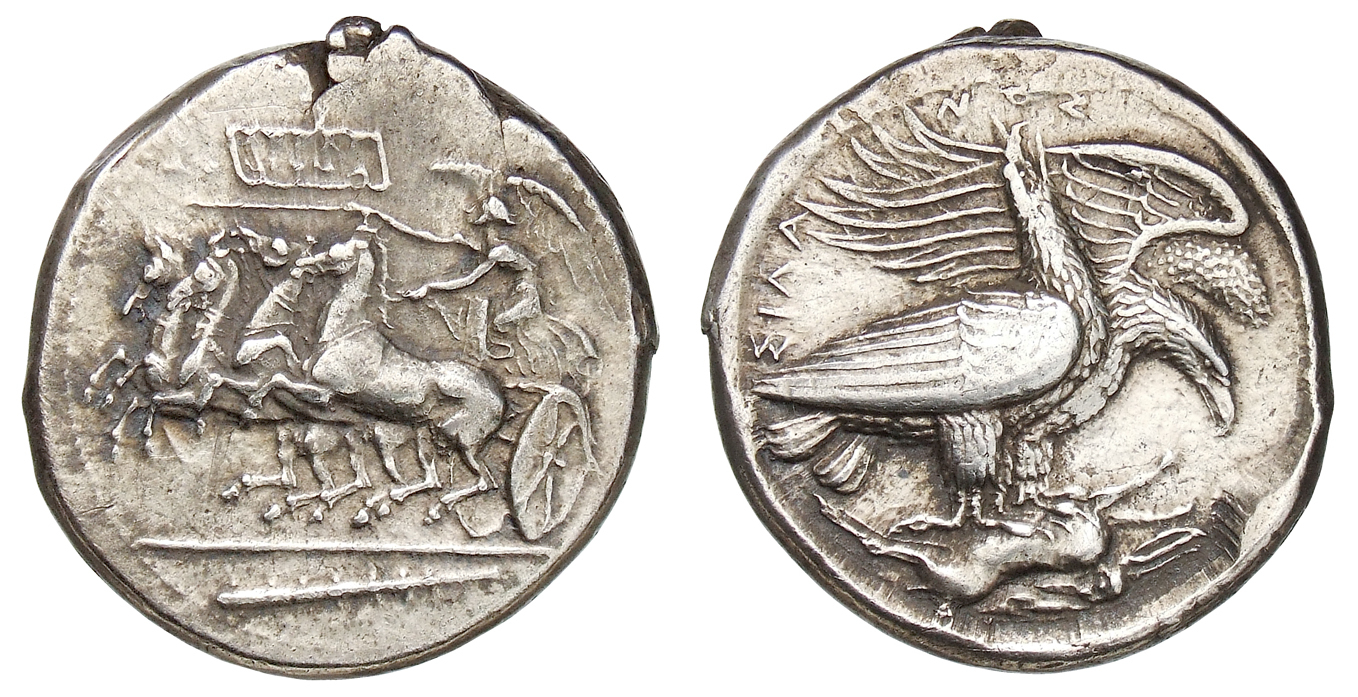
Tetradrachme, Akragas ca. 410–406 v. Chr., Vorderseite: AKRAΓ/ANTIN-ON [ANTIN-ON retrograd]. Nike in einem Viergespann (quadriga) nach l. Sie hält in der r. Hand eine Peitsche (kentron) und in der l. Hand die Zügel, darüber eine Tafel mit der Aufschrift. Rückseite: ΣΙΛΑ-NOΣ. Adlerpaar nach r., einen Hasen kröpfend. Hierbei handelt es sich um ein spätes Beispiel das Bild des Adlers auf den Revers und stattdessen eine Quadriga auf den Avers gesetzt wurde.

Neben dem Adler als Hauptmotiv befindet sich auf den Vorderseiten der Münzen die für die Stadt stehende Legende (das sog. „Ethnikon“) AKRACANTOS oder deren Kurzformen AKRACAS, AKRAC und AKRA. Letztere Form diente für den Großteil der Periode I als mehrheitlich genutzte Variante und wurde manchmal auf dem Revers mit der Silbe CAΣ abgeschlossen. Dabei wurden die ersten beiden Buchstaben häufig über dem Rücken des Tieres und die letzten beiden unter seinem Bauch platziert. Dies sollte sich ab der Periode II und dem Beginn der Tetradrachmenprägung ändern (ca. 461 v. Chr.): Die ausgeschriebene Version AKRACANTOS setzte sich auf dem Avers durch.
Die Adler der Periode II folgten dem etablierten Darstellungsschema und so blieb der stehende Adler mit angelegten Flügeln weiterhin das Hauptmotiv auf dem Avers. Eine Neuerung war jedoch das Hinzufügen einer gepunkteten Standlinie, die zunächst mit den Klauen des Vogels verbunden war, indem diese unnatürlich in die Länge gezogen wurden. Eine Weiterentwicklung hiervon war eine von den Klauen losgelöste Linie unterhalb des Adlers, aus welcher sich schließlich ein angedeutetes ionisches Kapitell entwickelte. Dieses war meist nur an den beiden seitlichen Voluten erkennbar, da nur der oberste Teil des Kapitells auf den Münzen gezeigt wurde. Auf einigen späteren Bronzetypen wurde zudem der obere Säulenschaft durch die angedeuteten Kanneluren dargestellt. Die Verwendung eines ionischen Kapitells scheint zunächst ungewöhnlich, da sämtliche erhaltenen Großbauten der Stadt anhand der dorischen Ordnung errichtet wurden. Architektonisch inkorrekte Umsetzungen im Münzbild waren im griechischen Raum jedoch nicht unüblich. Das Motiv eines Adlers auf einer Ionischen Säule wurde in Akragas möglicherweise erstmals auf Münzen dargestellt. Städte wie Kroton und Elis übernahmen dieses anschließend.
Die Münzprägung von Akragas im letzten Viertel des 5. Jahrhunderts v. Chr. (Periode III) zeichnet sich durch zahlreiche neue Darstellungsvarianten aus. So wurde der Vogel nun auch mit weit ausgebreiteten Flügeln und gefangener Beute zwischen den Klauen beim Landen präsentiert, wobei diese Beute unter anderem aus Hasen, Schlangen oder Fischen bestand. Eine Weiterentwicklung hiervon war das jagende Adlerpaar, bei dem zwei Vögel über einem erlegten Hasen standen. Gegen Ende der akragantinischen Prägetätigkeit am Ende des 5. Jh. v. Chr. wurde dieses Motiv kurzzeitig auf den Revers versetzt, während auf dem Avers eine Quadriga dargestellt wurde. Die motivische Übernahme der Quadriga gilt als Beleg für den Einfluss von Syrakus im späten 5. Jahrhundert auf gesamt Sizilien.

## Rückseitengestaltung
Das dominante Motiv des Revers war die Darstellung einer Krabbe in Aufsicht. Sie wurde im Verlauf der akragantinischen Münzprägung unterschiedlich stilisiert, wobei der große Körper und die beiden Scheren häufig überproportional dargestellt wurden. Besonders der Rückenpanzer des Tieres ermöglichte den Stempelschneidern, ihre kreativen Ideen umzusetzen. So wurden auf einigen Krabbenrücken menschliche, als auch tierische Gesichter angedeutet. Christian Leeck verglich diese mit einer Art Gorgoneion.
Unter, beziehungsweise zwischen dem unteren Beinpaar der Krabbe, wurden häufig Prägezeichen angebracht, welche als Symbole für die zu dieser Zeit wirkenden Magistrate interpretiert werden. Die Anzahl dieser Zeichen war zunächst überschaubar (kleiner Vogel, Getreidekorn, korinthischer Helm), wurde allerdings durch weitere Motive ergänzt (menschlicher Kopf, Delfin, ornamentale Linien, Nike usw.). Ein rein dekorativer Charakter dieser Zeichen kann zwar nicht ausgeschlossen werden, war allerdings für die zeitgenössische Münzprägung auf Sizilien untypisch. Bei manchen der Beizeichen wurde im wissenschaftlichen Diskurs versucht, eine tiefgehende Interpretation der Bilder zu erzielen, indem beispielsweise die menschlichen Köpfe mit der lokalen Flussgottheit in Verbindung gebracht wurden. Argumentiert wurde dies, indem das Beizeichen "menschlicher Kopf" auf dem Avers mit dem Hauptbild "Krabbe" auf dem Revers in Verbindung gebracht wurde. Die inhaltliche Zusammengehörigkeit der Bilder auf beiden Münzseiten wurde über das sich vom Avers auf den Revers erstreckende Ethnikon begründet. Diese Abhängigkeit lässt sich jedoch hinreichend widerlegen und ist daher abzulehnen.
Eine Analogie zu den als Magistratssymbole interpretierten Beizeichen findet sich in den Signaturen, die teils neben der Krabbe angebracht wurden. Da diese sehr groß und klar lesbar präsentiert wurden, wird im Forschungsdiskurs abgelehnt, sie als Zeichen eines Stempelschneiders zu interpretieren, da diese ihre Signaturen meist klein hielten und im Motiv ‚versteckten‘. Die Signaturen auf den frühen Didrachmen von Akragas werden deshalb den zu dieser Zeit aktiven Magistraten zugesprochen, welche schließlich auf die Verwendung von Prägezeichen übergingen.
Das Motiv der Krabbe verschwindet auf einigen Typen des letzten Viertels des 5. Jahrhunderts und wird durch den nun auf dem Revers dargestellten Adler ersetzt. Auf kleineren Nominalen blieb es erhalten.

## Bronzegeld & Goldmünzen

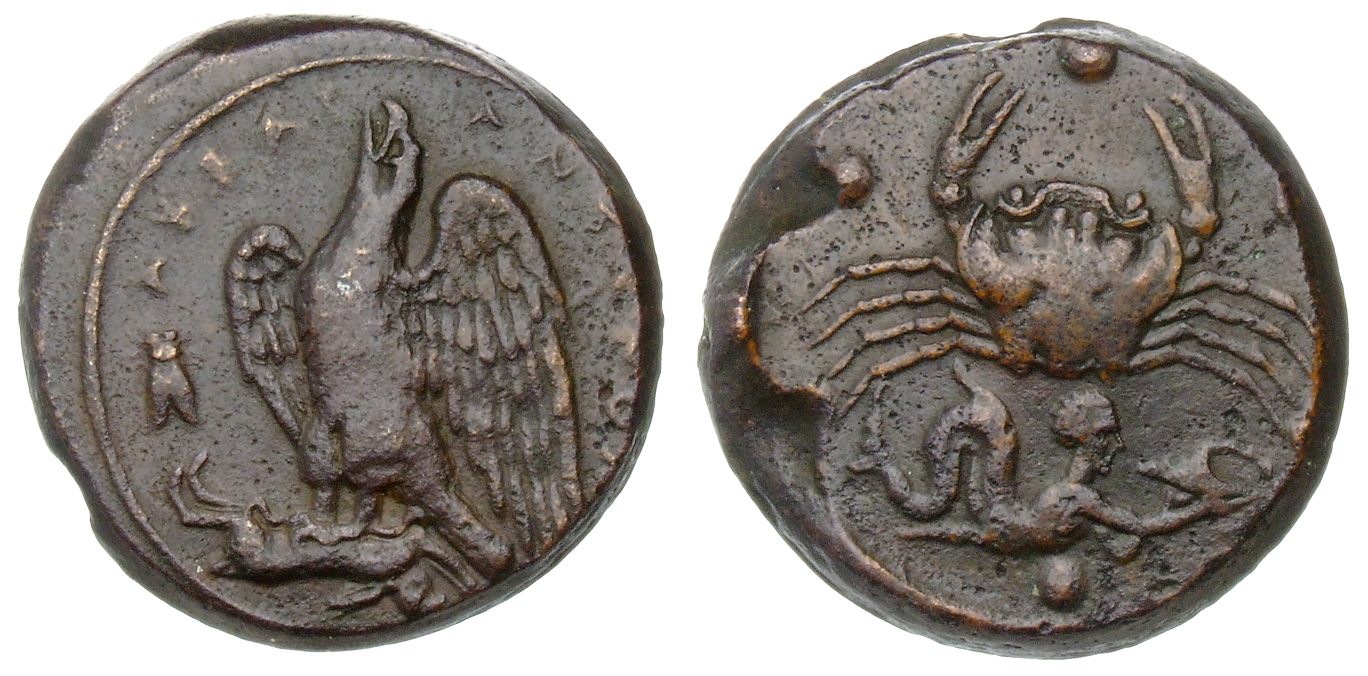
Hemilitron, Akragas ca. 425–406 v. Chr., Vorderseite: AKPAΓ-ΑNTINON. Ein Adler mit halb ausgebreiteten Flügeln steht nach l. auf einem Hasen und hat den Kopf in die Höhe gestreckt, im l. F. eine Zikade in Aufsicht. Rückseite: Ein Krabbe in Aufsicht, darunter ein Triton nach r. mit einer Hornmuschel in den nach vorne ausgestreckten Händen, darum sechs Wertpunkte (nur vier sind sichtbar).Die Wertpunkte identifizieren die Bronzemünze als ein Hemilitron.

### Bronzegeld
Um die Mitte des 5. Jahrhunderts v. Chr. wurde in Akragas das erste Bronzegeld ausgegeben, wobei die frühesten Exemplare noch gegossen wurden. Zu dieser Zeit entstanden zahnförmige Güsse, die an ihrer flachen Oberseite Wertmarken besaßen, sowie glatte mandelförmige Güsse und bereits flache, runde Exemplare in Schrötlingsform, die jedoch (ohne jegliche Legende oder Wertmarken) gegossen wurden. Eine Diskussion, ob diese Formen schon als Geld bezeichnet werden können, gilt in der Forschung mittlerweile als überholt und ihre ungewöhnliche Ausarbeitung wird auf das Experimentieren mit einem für die Polis neuen Material für die Geldherstellung erklärt: der Bronze. Unsicher ist, ob die noch unbeschrifteten, münzförmigen Güsse zeitlich vor oder nach den zahnförmigen Exemplaren anzusetzen sind. Zwar würden erstere einen guten Übergang zu den später nicht mehr gegossenen, sondern geprägten Bronzemünzen bilden, allerdings könnte es sich bei ihnen auch um das erste Bronzegeld handeln.
Nach dieser Frühphase wiesen die Bronzemünzen das typische akragantinische Bildprogramm auf und spielten eine große Rolle, da sie in hoher Stückzahl produziert wurden. Die Bronzeprägung ersetzte weitgehend die Funktion der niedrigen Silbernominale. Dabei waren die Bronzemünzen keineswegs eine rein lokale Währung, sondern liefen in weiten Teilen in der Region Sizilien um. Probleme bei der Umrechnung zu den Silbermünzen sprechen für zwei unterschiedliche Märkte, in denen die beiden Materialien genutzt wurden. Möglicherweise spielte die Bronze eher im Alltagsgeschäft und beim Handel mit der autochthonen Bevölkerung Siziliens eine Rolle, während das Silber für größere und überregionale Transaktionen genutzt wurde.
Die Verwendung von Wertmarken auf Bronze lässt sich unter anderem mit dem niedrigeren Wert des Materials erklären. Der Wert der Münzen galt als fest bestimmt und wurde deshalb mit Wertpunkten auf den verschiedenen Münzen dargestellt. Andere Städte auf Sizilien nahmen die Bronzeprägung wenige Jahrzehnte nach Akragas auf, welches bis dahin der größte Produzent dieser Münzen war.

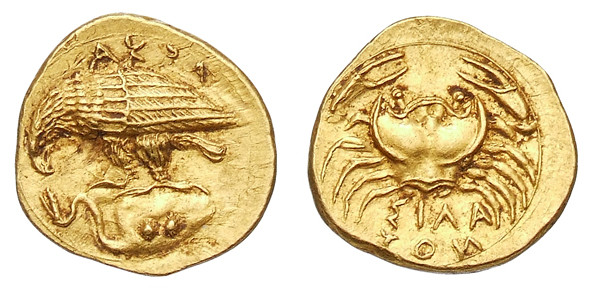
Akragas ca. 409–406 v. Chr., Vorderseite: AKPA. Sitzender Adler mit angelegten Flügeln auf einem Felsen nach l. und hält in seinen Fängen eine Schlange. Auf dem Felsen zwei Wertmarken. Rückseite: ΣΙΛA/ΝΟΖ [NOZ retrograd]. Krabbe in Aufsicht. Hierbei handelt es sich um eine der späten Prägungen aus Gold.

### Goldmünzen
Akragas prägte neben Silber- und Bronze- auch eine kleine Anzahl an Goldmünzen, die stilistisch den späten silbernen Tetradrachmen nahestanden. Eine kurze Prägezeit und die Materialwahl führten unter anderem dazu, dass diese Goldmünzen in der Forschungsdiskussion als Notprägungen verstanden werden. Sie wurden kurz vor und während der Belagerung der Stadt durch Karthago 406 v. Chr. geprägt, um Söldner für die Verteidigung anheuern zu können.

## Nominale
Es folgt eine Auflistung der bekannten in Akragas geprägten Nominale. Diese wurden durch die Numismatikerin Ulla Westermark in folgende drei Perioden aufgeteilt:
Periode I:
- Didrachme[31]

Periode II:
Silber:
- Tetradrachme
- Didrachme
- Pentalitra (Drachmen)
- Litra
- Pentonkion
- Dionkion / Hexas

Bronze:
- Trias
- Tetras
- Hexas
- Onkia

Periode III:
Silber:
- Dekadrachme
- Tetradrachme
- Didrachme
- Drachme
- Litra
- Hemilitra

Bronze:
- Hemilitra
- Tetras
- Hexas
- Onkia